# Comuna Valea Călugărească, Prahova
Valea Călugărească este o comună în județul Prahova, Muntenia, România, formată din satele Arva, Coslegi, Dârvari, Pantazi, Rachieri, Radila, Schiau, Valea Călugărească (reședința), Valea Largă, Valea Mantei, Valea Nicovani, Valea Poienii, Valea Popii, Valea Ursoii și Vârfurile.

## Așezare
Comuna este așezată pe malul stâng al râului Teleajen, în zona cursului său inferior, partea de nord urcând pe niște dealuri de circa 300–400 m. Satul de reședință se întinde de-a lungul șoselei DN1B (care leagă orașele Ploiești și Buzău), multe dintre satele sale (denumite Valea-) întinzându-se de-a lungul unor văi către aceste dealuri, în a căror zonă înaltă se află satele Vârfurile și Schiau. Restul satelor, Arva, Rachieri, Pantazi, Dârvari, Coslegi și Radila, se află în zona de câmpie din sud. La Valea Călugărească, din acest drum se ramifică DJ101F, care duce spre sud către Dumbrava și Drăgănești. Prin comună trece, pe la sud de satul de reședință, și calea ferată Ploiești–Buzău, pe care este deservită de stația Valea Călugărească.
Este recunoscută pentru podgoriile sale de vii, făcând parte dintre localitățile pe unde trece Drumul Vinului, un traseu rutier turistic ce leagă mai multe localități din zona podgoriilor Dealul Mare și a celor din împrejurimi. În fiecare an, la sfârșitul lunii septembrie, în localitatea de reședință are loc un festival al vinului.

## Demografie
Componența etnică a comunei Valea Călugărească
     Români (92,93%)
     Alte etnii (0,12%)
     Necunoscută (6,95%)
Componența confesională a comunei Valea Călugărească
     Ortodocși (91,73%)
     Alte religii (0,66%)
     Necunoscută (7,61%)
Conform recensământului efectuat în 2021, populația comunei Valea Călugărească se ridică la 10.096 de locuitori, în scădere față de recensământul anterior din 2011, când fuseseră înregistrați 10.657 de locuitori. Majoritatea locuitorilor sunt români (92,93%), iar pentru 6,95% nu se cunoaște apartenența etnică. Din punct de vedere confesional, majoritatea locuitorilor sunt ortodocși (91,73%), iar pentru 7,61% nu se cunoaște apartenența confesională.

## Politică și administrație
Comuna Valea Călugărească este administrată de un primar și un consiliu local compus din 17 consilieri. Primarul, Ioana Neagu[*], de la Partidul Național Liberal, este în funcție din octombrie 2020. Începând cu alegerile locale din 2024, consiliul local are următoarea componență pe partide politice:
|  | Partid                          | Consilieri | Componența Consiliului | Componența Consiliului | Componența Consiliului | Componența Consiliului | Componența Consiliului | Componența Consiliului | Componența Consiliului | Componența Consiliului | Componența Consiliului | Componența Consiliului | Componența Consiliului |
|  | ------------------------------- | ---------- | ---------------------- | ---------------------- | ---------------------- | ---------------------- | ---------------------- | ---------------------- | ---------------------- | ---------------------- | ---------------------- | ---------------------- | ---------------------- |
|  | Partidul Național Liberal       | 11         |                        |                        |                        |                        |                        |                        |                        |                        |                        |                        |                        |
|  | Partidul Social Democrat        | 4          |                        |                        |                        |                        |                        |                        |                        |                        |                        |                        |                        |
|  | Alianța pentru Unirea Românilor | 2          |                        |                        |                        |                        |                        |                        |                        |                        |                        |                        |                        |

## Istorie
La sfârșitul secolului al XIX-lea, comuna era arondată plășii Cricovul din județul Prahova, fiind formată din 11 sate (Arsa, Dosurile, Rachieri, Scheaul, Valea-Călugărească, Valea-Largă, Valea-Meilor, Valea-Nicovani, Valea-Poenei, Valea-Popei și Valea-Ursoaei). În comună funcționa o școală deschisă în 1872 (într-un local donat de Vasile Paapa în 1887). Pe teritoriul actual al comunei, tot în plasa Cricovul, mai era organizată atunci o comună, denumită Coșlegi, formată din satul de reședință, Coșlegi, și satele Dârvari, Radila și Pantazi, totalizând 1087 de locuitori care se ocupau în principal cu agricultura, desfăcându-și produsele la Ploiești. În comuna Coșlegi funcționau 2 mori de apă, o școală deschisă în 1871, frecventată de 35 de elevi (din care 8 fete) și 4 biserici — una în Pantazi (reparată în 1871), una în Radila (reparată în 1892), una în Dârvari (fondată în 1824) și una în Coșlegi (fondată în 1826 de banul Constantin Bălăceanu). În perioada interbelică, comuna Coșlegi s-a regăsit în plasa Drăgănești, în vreme ce comuna Valea Călugărească — în plasa Cricov și apoi în plasa Urlați.
În 1950, cele două comune au fost incluse în orașul regional Ploiești, reședința regiunii Prahova și apoi (după 1952) din regiunea Ploiești. În 1968, comuna Coșlegi s-a desființat, fiind inclusă în comuna Valea Călugărească, arondată județului Prahova, reînființat.
În perioada comunistă, în localitate s-a înființat o fabrică de fosfați. Activitatea ei s-a încheiat în 1997, iar acum este o ruină.

## Monumente istorice
Singurul obiectiv din comuna Valea Călugărească inclus în lista monumentelor istorice din județul Prahova ca monument de interes local este situl arheologic din livada Grupului Școlar Agricol, unde s-au găsit urmele unei așezări din perioada Halstatt.

## Personalități născute aici
- Grigore P. Cantilli (1839 - 1906), general care s-a remarcat în Războiul de Independență din anii 1877–1878.
- Aurelian Mortoiu (1931 - 2010), general în cadrul Securității din perioada comunistă.
- Alexandru Țibulcă (n. 1937), deputat PSD în perioada 2000-2004.